# Libroteca
Libroteca es un programa de televisión argentino dedicado a la literatura. Se emite por el Canal de la Ciudad y es conducido por Eugenia Zicavo. El ciclo incluye entrevistas a escritores que se han consagrado, cómo trabajan las personas que hacen ilustración en Argentina, sugerencia de lectura de libros y las preferencias de la nueva generación de lectores y lectoras.

## Premios
- 2017. Premio ATVC. Género Cultural[10]
- 2016. Premio Fund TV. Categoría Artístico y cultural – Productoras o emisoras[11]
- 2016. Premio UBA. Rubro TV, 1º Premio[12]